# Планета вампиров
«Ужас в космосе» (итал. Terrore nello spazio) или «Планета вампиров» (англ. Planet of the Vampires) — научно-фантастический фильм итальянского режиссёра Марио Бавы. В основу сценария положен рассказ Ренато Пестриньеро «21-часовая ночь». Премьера состоялась 15 сентября 1965 года.

## Сюжет
На космическом корабле принимают сигнал о помощи с неизвестной планеты. Экипаж отправляется на подмогу, но по прибытии с ним начинает происходить трансформация: члены отряда нападают друг на друга, и гибнет несколько человек. Их хоронят прямо на планете, выжившие же исследуют планету в поисках источника сигнала, но не находят никого, кто бы мог вызывать помощь. Лишь вдалеке замечаются мелькающие огоньки. Через некоторое время мёртвые восстают и начинают нападать на оставшихся в живых членов отряда.
Позже выясняется, что обитатели планеты бестелесны и им нужен чужой организм, чтобы выжить. Экипаж решает уничтожить корабль, чтобы ужас не смог вселиться в их тела. Однако план проваливается. В финале загадочные формы жизни отправляются на Землю.

## Влияние
Несмотря на достаточно сдержанные оценки критиков и зрителей, отмечающих вялость действия, этот фильм, как и некоторые другие работы и отдельные визуальные решения Марио Бавы, оказали своё влияние в кино.
После выхода в 1979 году американского блокбастера «Чужой» в прессе обращалось внимание на сюжетные параллели нового фильма с «Планетой вампиров». Сценарист Дэн О’Бэннон и режиссёр Ридли Скотт отрицали своё знакомство с творчеством Марио Бава. На параллели с «Планетой вампиров» указывалось и после выхода в 2012 года фильма Скотта «Прометей».